# Discothyrea testacea
Discothyrea testacea este o specie de furnică din familia Formicidae.

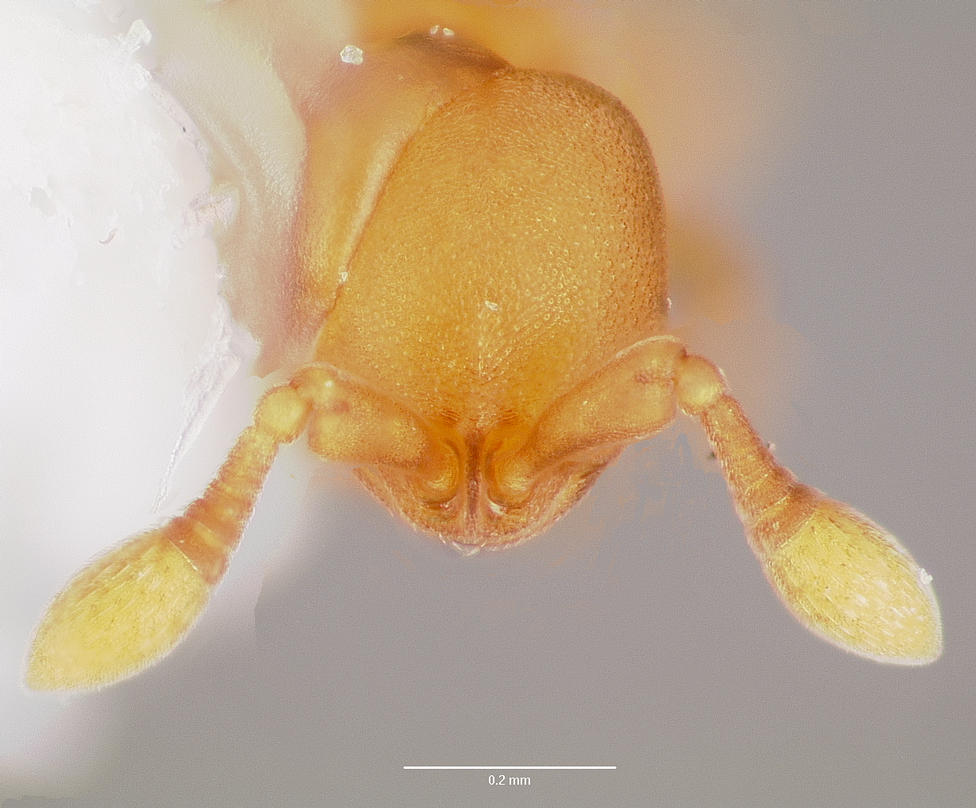

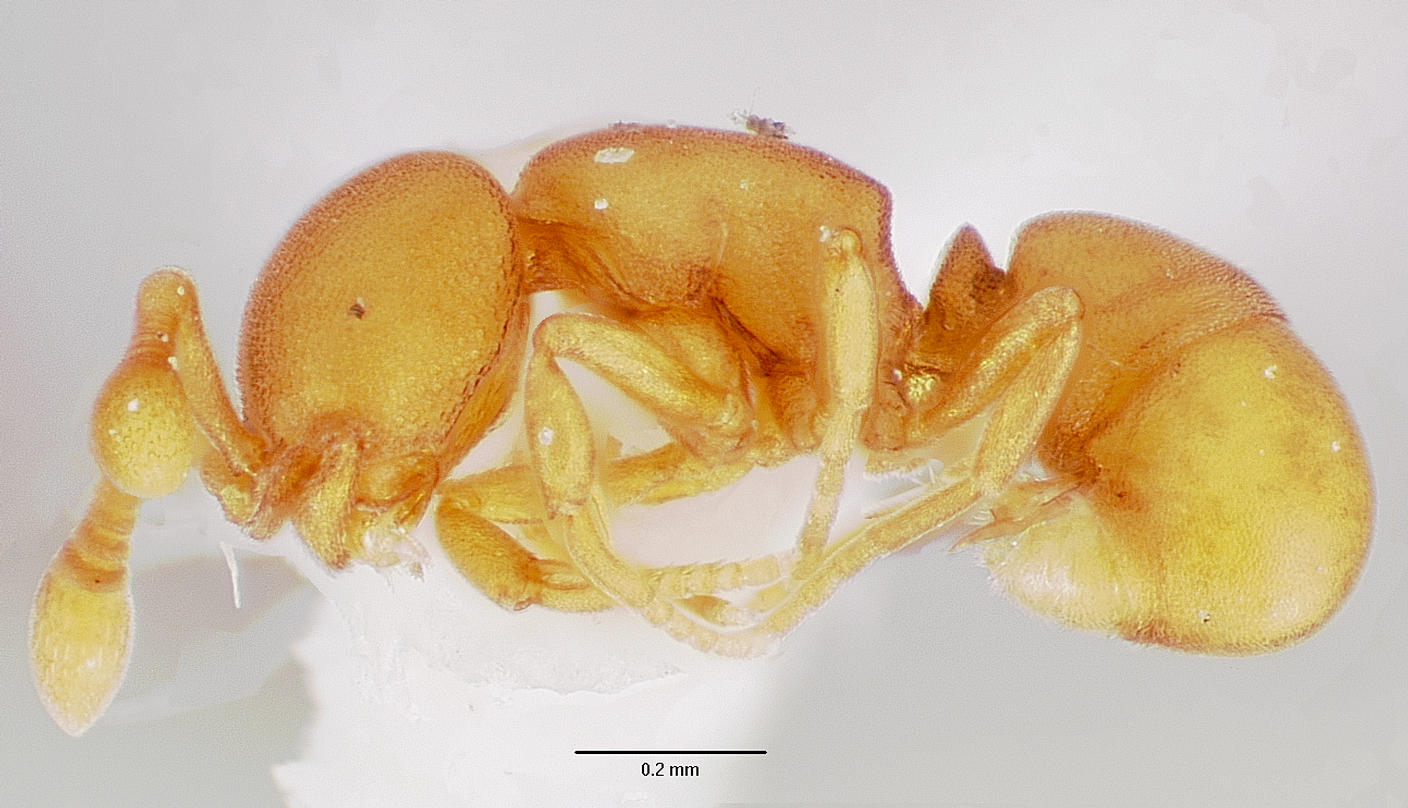